# 銀のスプーン
『銀のスプーン』（ぎんのスプーン）は、小沢真理による日本の漫画作品。『Kiss』（講談社）2010年第15号から2017年11月号まで連載された。家族の食卓をテーマに、料理作りに目覚めた男子高校生とその家族、友人たちの日常と成長を描いている。単行本は講談社コミックスキスから全17巻が発行されており、末尾には、各話に登場する料理を作者が実際に作って紹介する調理のコツやレシピなどが紹介されている。
2015年6月1日から7月31日まで東海テレビ制作・フジテレビ系「昼の帯ドラマ」にて『明日もきっと、おいしいご飯〜銀のスプーン〜』のタイトルで高杉真宙主演でテレビドラマ化された。

## あらすじ
イケメン高校生の早川律は、入院した母に代わって弟妹たちの食事を用意したことがきっかけで、次第に料理に目覚めて行く。律を密かに慕う同級生の夕子は、料理のアドバイスを通じて彼と親しくなるが、それ以上の関係になることができないでいた。そんな中、律は自分が養子だと知りショックを受けるが、友人の励ましや家族との思い出に心が癒される。

## 主な登場人物
早川 律（はやかわ りつ）
本作の主人公。華麗台高校に通う男子高校生。3年A組（ドラマ版では大学1年生）。容姿端麗かつ秀才で、女子生徒から「神」「プリンス」と称される。弟妹たちに優しく、兄として慕われている。母の病気などを理由に一度は進学をあきらめたが翻意して東京都内の大学に進学、ひょんなきっかけでシネマ研究会に入る。
倉科 夕子（くらしな ゆうこ）
律を密かに慕う、地味でおとなしい同級生。漫画研究会に所属。料理のアドバイスを通じて彼と親しくなるが、それ以上に親しくなれないことで悩む。高校卒業後専門学校で漫画を学ぶ。
早川 調（はやかわ しらべ）
律の弟。中学1年生（ドラマ版では中学2年生）でバスケットボール部に所属。妹や家族には生意気な態度で接するが、家族思い。
早川 奏（はやかわ かなで）
律の妹。小学校6年生（ドラマ版では中学1年生）でアイドル志望。ダンススクールに通う。調とは口げんかが絶えないが、律のことは尊敬している。
早川 恭子（はやかわ きょうこ）
律たちの母。結婚後、子供に恵まれず施設から律を引き取り養子にする。その後、調と奏を産んだ。さらに、律の実母である真也から路加を引き取った。
鈴井 圭介（すずい けいすけ）
律たちの叔父で恭子の弟。環の父。
鈴井 環（すずい たまき）
律たちの従姉。バレリーナをめざして高校1年生から海外に留学していたが、腰を痛め、帰国した。
大河内 明徳（おおこうち あきのり）
律の友人で同級生。あだ名はドルジ。
若月 優（わかつき すぐる）
律の友人で同級生。大学受験に失敗浪人、一年後に合格した。
斎木 智（さいき さとし）
律の同級生。大学入学後再会し、シネマ研究会をきっかけに親しくなる。あだ名はサイキックス。
雨宮 真也（あまみや まや）
律の実母。14歳の時に中学の先輩との間にできた律を出産。その後、路加を産んだが子供を育てられないと悟り律と恭子に託した。
雨宮 路加（あまみや るか）
律の実弟で、真也が律の次に産んだ男の子。母にネグレクト気味に扱われていたことで早川家に引き取られることになる。

## 各話料理リスト

### 1巻
Recipe1.
おかか
Recipe2.
たまには手作り餃子の皮
Recipe3.
ビタミン炊飯器ケーキ
Recipe4.
コラーゲンたっぷり お肌ツルツル鶏鍋
Recipe5.
甘さひかえめ おいなりさん
Recipe6.
おでん

### 2巻
Recipe.7
シュークリーム
Recipe.8
ちらし寿司
Recipe.9
オムライス
Recipe.10
親子丼
Recipe.11
ロシアンたこ焼き
Recipe.12
チーズフォンデュ
バーニャカウダ

### 3巻
Recipe.13
肉みそ
Recipe.14
ガトーショコラ
Recipe.15
カレードリア
サラダ
Recipe.16
魚をおろしてみよう
Recipe.17
わさびのミルフィーユステーキ
ミルフィーユステーキのお茶漬け
Recipe.18
もんじゃ焼き
＊巻末レシピなし、本編中で紹介

### 4巻
Recipe.19
塩麹
Recipe.20
鯖の味噌煮
Recipe.21
ホワイトソース
Recipe.22
トマトにゅうめん
Recipe.23
豆乳豚汁
Recipe.24
キーマカレー

### 5巻
Recipe.25
一番出汁
Recipe.26
ラスク
Recipe.27
キムチチャーハン
Recipe.28
メンチカツ
Recipe.29
ラタトゥイユ
Recipe.30
もずく雑炊

### 6巻
Recipe.31
ナポリタン
Recipe.32
れんこんはさみ焼き
タコときゅうりとセロリの酢の物※
Recipe.33
ラーメン（レシピなし）
Recipe.34
ガパオ（タイ式鶏ひき肉バジル炒め）
Recipe.35
パンプキンプディング
Recipe.36
お弁当（レシピなし）

### 7巻
Recipe.37
ケークサレ
Recipe.38
鱈ちり鍋
みぞれ雑炊※
Recipe.39
豆腐と山芋のコロッケ
ごぼうと鶏肉の卵とじ※
Recipe.40
きのこソースのオムライス
Recipe.41 
ドイツ風炊きこみごはん
かきたまスープ※
Recipe.42
豆腐ドーナツ

### 8巻
Recipe.43
ブラックオリーブのかぼちゃグラタン
Recipe.44
エビフライのコツ※
ソースいろいろ
Recipe.45
ケバブ
Recipe.46
揚げない酢豚
Recipe.47 
鶏のからあげ
ヤキトリ（つくね、ねぎま）

### 9巻
Recipe.48
ヘルシーゆば春巻き
ゆば春巻き洋風バージョン※
トライフル※
Recipe.49
焼きおにぎり
Recipe.50
かぼちゃのニョッキ チーズクリームシチュー　
＊銀のスプーンレシピコンテスト大賞レシピ＊
Recipe.51
はちみつレモンのパンケーキ
Recipe.52
漬け物アレンジごはん
高菜のスープ※

### 10巻
Recipe.53
ゴーヤチャンプルー
オニオンスープ※
フルーツゼリー※
Recipe.54
きのこのホイル焼きwithバター
マッシュルームのサラダ※
きのこのドリア※
マッシュルームのアヒージョ※
Recipe.55
焼きりんご
Recipe.56
かんたんウインナー
Recipe.57
大阪の喫茶店風ミックスジュース

### 11巻
Recipe.58
アイスクリーム
Recipe.59
ピロシキ
焼きピロシキ※
Recipe.60
エスニック風にゅうめん
Recipe.61
ミートノエル
Recipe.62
まかない風カレー

### 12巻
Recipe.63
ナンプラーゆで卵
オイルサーディンのチーズ焼き
もやしのナムル※
白菜の韓国風※
Recipe.64
セロリと玉ねぎの安眠スープ
蜂蜜バナナミルク※
Recipe.65
一口おにぎり
Recipe.66
ポン酒deしゃぶしゃぶ
Recipe.67
おうちで串揚げ

### 13巻
Recipe.68
〈外で食べるとなんでも美味しいBBQ〉
モーリョソース
じゃがいものホイル焼き※
焼きそば※
焼きマシュマロ※
冷凍卵※
Recipe.69
わらびもち
Recipe.70
インスタントラーメンでお家系ラーメン
Recipe.71
ゴルゴンゾーラの濃厚チーズリゾット
Recipe.72 
スイートポテト

### 14巻
Recipe.73
〈おうちでお手軽中華〉
貝柱のうま味スープ※
チンジャオロースー※
きくらげとトマトの卵炒め
Recipe.74
フレンチトースト
Recipe.75
真鯛のタプナードソース
Recipe.76
野菜たっぷりシチューのポットパイ
Recipe.77
わらじカツ丼

### 15巻
Recipe.78
〈春の巻き巻きづくし〉
カンタン海苔巻き
スパイシー揚げ春巻き※
生春巻き※
Recipe.79
〈律のお弁当〉
ガリつくね
にんじんライスレタス包み※
Recipe.80
ココナッツミルクのスープカレー
Recipe.81
フォーチュンクッキー
Recipe.82
カナのアサイーボウル

### 16巻
Recipe.83
野菜のミルフィーユカツ
チーズと梅ジャムのミルフィーユカツ※
Recipe.84
ズッキーニと牛肉のパエリア
Recipe.85
ビーフシチュー
Recipe.86
焼き肉のタレ
Recipe.87
ピッツァマルゲリータ

### 17巻
Recipe.88
なんちゃってブリトー
Recipe.89
彩り寒天寄せ※
おもてなしコブサラダ※
カンタンローストビーフ
Recipe.90
オムそば
Recipe.91
ホットケーキミックスdeスコーン
Recipe.92
お寿司ケーキ
※は本編中にレシピあり

## 書誌情報
- 小沢真理 『銀のスプーン』 講談社〈KCデラックス〉、全17巻
  1. 2011年2月10日発行（同日発売）、ISBN 978-4-06-376023-1
  2. 2011年6月13日発行（同日発売）、ISBN 978-4-06-376075-0
  3. 2011年12月13日発行（同日発売）、ISBN 978-4-06-376170-2
  4. 2012年4月13日発行（同日発売）、ISBN 978-4-06-376621-9
  5. 2012年9月13日発行（同日発売）、ISBN 978-4-06-376690-5
  6. 2013年1月11日発行（同日発売）、ISBN 978-4-06-376766-7
  7. 2013年6月13日発行（同日発売）、ISBN 978-4-06-376841-1
  8. 2013年12月13日発行（同日発売）、ISBN 978-4-06-376916-6
  9. 2014年4月11日発行（同日発売）、ISBN 978-4-06-376962-3
  10. 2014年9月12日発行（同日発売）、ISBN 978-4-06-377061-2
  11. 2015年4月24日発行（同日発売）、ISBN 978-4-06-377143-5
  12. 2015年6月12日発行（同日発売）、ISBN 978-4-06-377206-7
  13. 2015年12月11日発行（同日発売）、ISBN 978-4-06-377364-4
  14. 2016年5月13日発行（同日発売）、ISBN 978-4-06-377460-3
  15. 2016年10月13日発行（同日発売）、ISBN 978-4-06-393050-4
  16. 2017年4月13日発行（同日発売）、ISBN 978-4-06-393176-1
  17. 2017年11月13日発行（同日発売）、ISBN 978-4-06-510453-8

## テレビドラマ
『明日もきっと、おいしいご飯〜銀のスプーン〜』（あしたもきっと、おいしいごはん ぎんのスプーン）のタイトルにより、2015年6月1日から7月31日まで東海テレビ制作・フジテレビ系「昼の帯ドラマ」（月曜 - 金曜 13:25 - 13:55）枠にてテレビドラマ化。高杉真宙は東海テレビ昼ドラでは男優として単独最年少主演となる。

### キャスト

#### 早川家
京急電鉄・金沢文庫駅周辺の一軒家に在住（第8話・第9話）。
早川 律
演 - 高杉真宙
1996年7月25日生まれ（第12話）。早川家の長男で、原作と同じイケメンで性格は誰にでも優しく困っている人がいるとほっとけないタイプ。幼い頃は人参が嫌いだったが母・恭子がアレンジした料理で食べられるようになった。母がガンになり入院したとき、弟妹に料理を作って上げたことがきっかけで、料理に目覚め好きになった。その後、実は恭子が実母ではないことを知った直後に実母に会いに行き、弟がいる事と自分の生い立ちを知ってショックを受けるが立ち直った。
早川 恭子
演 - 富田靖子
夫・大洋と出会い、結婚したのは20歳の時（第27話）。第1話でガンが発覚した。その後、癌はなくなり、退院するが2か月後に再発し、手術を決断する（最終話）。
第27話で母・絹江と再会した際は、複雑な思いを抱きながらも、彼女の無事を喜んでいた。第30話で、律経由で三崎から託された母の手紙を読んで自分達を捨ててからの心情を知り、過去を水に流して母と和解する（第30・31話）。性格は優しいが、律と同じお人好しなところがある。
早川 調
演 - 前田旺志郎
早川家の次男で名前の由来は恭子と大洋共々歌が好きで音楽用語の調から取ったもの。生意気だが、家族思いな性格で律が実兄でなく養子である事を知ってしまった時はどう接すればいいか悩んだ事も。洋食みさきの店主・三崎からハンバーグの作り方を伝授してもらう。
早川 奏
演 - 田附未衣愛
早川家の長女で調と同じく名前の由来は音楽用語の奏でるから取ったもの。アイドルに憧れており恭子が入院した時には少しでも家計に協力しようと芸能事務所にスカウトされに行った事がある。律にブラザーコンプレックスをもっており手作り弁当を2個作った時は彼女が出来たのでは無いかと激怒する事も。調とはけんかしてばかり。
早川 大洋
演 - 川合俊一
恭子の夫。律の養父であり、調・奏の実父。職業は工場の社員食堂のコック（第27・28話）。
妻に負けず劣らずの無類の「いい人」であり、家族はもちろんのこと、幼馴染で医者の大輔を始め、周りの人々からも慕われていた。
12年前、36歳の若さで死去しており、写真と回想以外でのみ登場する。

#### 鈴井家
鈴井 環
演 - 岩田さゆり（第3話から）
鈴井家の一人娘。幼い時からの夢であるバレリーナになるためロンドンに留学していたが腰に怪我を負い夢を諦め余儀なくされた時に叔母・恭子の見舞いを口実にして帰国する（第3話）。恭子の入院中から代わりに「茂木缶詰加工」で週3日働いていたが退院後は一緒に働いている。
母・みつ子の勝手な思い込みで環の大事にしている思い出の詰まったバレエのトウシューズを捨てた事が引き金となり母への不満が爆発し、家出をする。その際に一度は工場長の茂木に辞表を渡し、ネットカフェに泊まりながら律の実母・真也が働いている「CHRONUS」で短期間ホステスのアルバイトをしていた（第19 - 20話）。だが直ぐに母と和解し家に戻り、辞表は撤回してもらい父・圭介の友人で叔母の主治医・花山が紹介してくれた病院に腰の治療で通院し、並行して働きながらバレリーナとしての復帰を目指している。
律は幼い時から弟のように思っていたが叔母に「律に貰い手がなければ私が貰ってあげる」と言った事から好意をもっている事がうかがえる。律にとっての環は悩んでいる時に誰より先に察知し、相談に乗ってくれて助言してくれる姉のような存在。
鈴井 みつ子
演 - 芳本美代子（第2話から）
圭介の妻。お喋りで律が養子だと口を滑らせてしまった。
娘・環のバレリーナになる事は本当はみつ子の夢で娘に自分の夢を押し付けて重荷だと思い、バレエに関する物をすべて処分した事で娘と激突した。だが環が自分の意思でバレエをしていた事に気づいてやれなかった事を後悔し、ゴミ集積所まで捨てた品物を探しに行き取り戻すことが出来て娘とは和解する。
早川家に律の実弟の路加が預けられた期間の平日の昼間は鈴井家で面倒を見ていて路加に対してメロメロになっていた。
鈴井 圭介
演 - 小林博（第2話から）
恭子の弟。姉思いで自分たちを捨てた母・絹江に対して、怒りや憎しみこそは抱いていないが、姉の苦労を見知っていただけに、その点に関しては未だ強い憤りを感じている（第29話）。だが、母が姉に当てた手紙の束を渡され、それを読んで感じたものがあったのか、母の快気祝いでは照れ隠しにわざと明るく軽く振舞い、彼なりに母との再会を喜んでみせた。
環のアルバイトの一件がきっかけで辞めた後でも「CHRONUS」に縁が出き、恭子の主治医で昔からの友人・花山と一杯飲みに行くこともある（第29話）。

#### 雨宮家
京急電鉄・京急蒲田駅周辺のマンション「サンモール蒲田」303号室に在住（第8・9・37話）。
雨宮 真也
演 - 河井青葉
クラブ「CHRONUS」の雇われママ。名古屋を中心に全国展開するジュエリーブランド「AMAMIYA」の総帥・雨宮美也子は母。
15歳の時に律を産んで高校卒業と同時に上京してきた。その後、すでに妻のいる律の実父・隆と5年前に偶然再会して交際という名目の不倫を経て路加を産んだ。幼少時に母親に受けた虐待の経験が原因で、息子の律・路加にも対してどう接すればいいかわからず、苦悩している。
第25話で路加と心中しようとして運河に飛び込みかけるが、律の必死の呼びかけにより、寸前で思い止まった。
以降、母親として律と路加を受け入れるため、生活態度を改めるべく様々な努力を重ねる日々を送っている。そのための手段の一環として、援助を求めるべく久々に母を訪ねたところ、手切れ金を渡されただけで会ってももらえなかったことに、激しく落胆した（第34話）。
雨宮 路加
演 - 山口祐輝
律の実弟。律が実母・真也に会いに来た時には育児放棄されていた。母に買ってもらった銀のスプーンを宝物に食事をする時はいつも使っている。一時期、早川家に引き取られていたが第28話からは真也との暮らしを再開し、早川家には日曜日に「お泊り」に行く、というスタンスを採るようになった。

#### 洋食みさき
律のアルバイトする洋食店。味も値段も及第以上だが、女性客が律目当てで休みの日には客足が激減してしまう。
洋食屋だがハンバーグを取り扱っていない（第22話）理由は、これはハンバーグが絹江の出奔当日の記憶に直結する料理であるため、店主・三崎が彼女の心情を慮った結果（第30・31話）。
律がアルバイトするようになったのは、全くの偶然で絹江も驚いた。
小川 絹江
演 - 藤田弓子（若年期：赤澤ムック）
接客担当。態度はぶっきらぼうで口も悪いが、根は優しい女丈夫。
恭子・圭介姉弟の実母。恭子が14歳の時、画家になる夢を追いかけるため、夫と子供たちを捨ててイタリアへ出奔した過去を持つ（ただし、「子供たちに詳細を知らせない」という条件付きであるが、夫は承知の上でのことであった（第30話））。大洋の死を知って、12年前に帰国以降、恭子のそばで見守ってあげたい想いから近くにある洋食みさきで住み込み従業員をしている。
それを知る者は三崎と、第22話で本人から告白された真也のみ。律もそうとは知らずに働いていたが、第26話で早川家が一家揃って来店した際、32年ぶりに恭子と再会することとなった。
その後、脳梗塞を発症して倒れたり（第28話）などの紆余曲折も経て、恭子・圭介姉弟と和解、三崎や家族らと共に新たな人生を歩んでいくことを決意する（第31話）。
店で調理こそしていないが料理は得意で、十八番は味噌とめんつゆを隠し味に加えたハンバーグ（第26・32話）。第31話では、このレシピによる「親子バーグ」が、みさきの新たなメニューとして加わった。
三崎 元
演 - 丸岡奨詞
店主・調理担当。通称「マスター」。無口で実直な職人タイプの人物。
絹江とは婚姻関係にはなく、あくまで店主と従業員の間柄（第28・30話）だが、元々密かに絹江を好いていた。奏に背中を押され、第31話の絹江の快気祝いの席上で彼女にプロポーズ、めでたく快諾を得た。ただし、結局その後も籍は入れておらず、法的な関係は現状のまま（第32話）。

#### 病院
花山 大輔
演 - 山田純大
病院勤務医で、恭子・圭介姉弟の幼馴染。恭子の主治医でもある。
早川家・鈴井家の子供たちにとっては兄貴分的な存在で、特に調とはタメ口を叩き合うほど仲が良く良き相談相手。
医者としての人脈も多く、環の腰の怪我を治療できる医師を捜し当て、彼女に紹介している（第20話）。
実は恭子に想いを寄せているのだが、大洋への遠慮もあってか、彼女との距離の取り方に日々頭を悩ませている。
実家は肉屋で現在は兄が継いでいる（第27話）。
水島 唯
演 - 嘉悦恵都

#### 大学
若月 優
演 - 溝口琢矢
律の幼馴染。彼の大学の同級生でもある。
大手カレーチェーン店の御曹司であり、いわゆる、ボンボン。卒業後は店を継ぐ意志を示している。故に渾名は「カレー王子」（第31話）。
同級生の斎木とは口喧嘩が絶えないが仲の良い友人で、律を交えてみさきに入りびたっては談笑している。
第32話から、一柳建築事務所でのアルバイトを始めた律の助っ人として、みさきでアルバイトを始めた。本人曰く、「家業を継ぐための修行の一環」とのこと。当初は今ひとつお遊び気分が抜けていなかったが、勤務を続ける内にそれも改善され、当初は点数が辛かった絹江も、最近では彼に対する評価を好転させている。
斎木 智
演 - 尾関陸
律の大学の同級生。
渾名は原作と同じく「サイキックス」。だが、第31話の時点では、彼をこう呼ぶのは奏のみ。昭和時代のファッション・風俗が気に入りで、時代錯誤に思える古い言い回しを多用する変わり者。
変わり者であっても友情には厚く、律が悩みを抱えている際には、彼一流の台詞回しで、印象に残る助言を行うこともしばしば。
実は結構な苦学生で、懐具合はいつも寂しいらしい。
好物はハンバーグでタコさんウインナーも好きらしい。普段の行状と併せて、奏には「ハンバーグ好きの怪しい人」として認識されている（第27話）。第31話でみさきのメニューに「親子バーグ」が載せられた際、最も喜んだのはやはり彼であった。
若月とは、あらゆる意味でも対照的ながら、互いに言いたい放題を言い合える良き友人。

#### その他
茂木 和彦
演 - 木本武宏（TKO）
恭子・環の勤務先「茂木缶詰加工」の工場長。44歳独身。
環に気があり、あの手この手でアプローチをかけているが、彼女の方にその気は全くないため、いつも空回りばかりしている。
一柳 隆
演 - 和田聰宏
律・路加の実父で、一級建築士。自宅に「一柳建築設計事務所」を構えている。
律とは直接の面識はないが、路加とは過去に同居しており、彼には「パパ」として認識されている。
真也と妻・志穂との間で揺れ動く優柔不断さはあるものの、基本的には優しく誠実な人物で真也曰く律と性格がそっくりらしい。嫌いな食べ物も幼い頃の律と同じで人参が苦手で克服する為のレシピを律が持ってきてくれた。息子たちには自分のできる範囲で、最大限の助勢をしたい、と心から願っている。
取引先との接待で訪れたクラブ「CHRONUS」で真也と偶然再会する。そんな矢先、大学からの依頼で建築実務を積むためのアルバイトの面接を都合で行けなくなった友人・斎木の代わりにやって来た律が自分の実父と知らずに偶然の再会を果たし（第32話）、恭子の承諾を得た上で彼を正式に採用する（第33話）。
一柳 志穂
演 - 小野真弓
第32話から登場する隆の妻。自宅の「一柳建築設計事務所」を手伝っている。
3年前になかなか家に帰ってこない夫・隆と真也との過去からの関係を興信所を使って調べあげてすべて知っていながら黙認していた。その後すぐに妊娠した事で夫が自分の元に戻ってくる。だがこの子供は4ヶ月で流産してしまう。その後は妊娠できない体となり、子供は諦めたがそのことが原因で隆の気持ちが自分から離れていくのではないかと日々不安だった。
律が設計事務所で働くようになってから隆の様子がおかしいと察知し家探しをすると机の中から夫が依頼した律の調査報告書類を見つけた事で真也に会いに行く。その時に路加を見て自ら身を引こうとする。
徹平
演 - テット・ワダ
クラブ「CHRONUS」の雇われ店長。
真也に対して「店長とママ」の関係は崩すことなく、ビジネスライクに淡々と接しているが、不器用ながら彼女を労わる素振りを見せることもある。

#### ゲスト
校長先生
演 - 中村直太郎（第1話）
担任の先生
演 - 若林英俊（第1話）
中村 正夫
演 - 高梨理央（第1話）

### スタッフ
- 企画 - 横田誠（東海テレビ）
- 原作 - 小沢真理『銀のスプーン』（講談社『kiss』連載）
- 脚本 - 森山あけみ、西井史子、中村由加里 他
- 音楽 - 市川淳 (Singlecoil)
- 主題歌 - 高橋優「おかえり」（unBORDE / ワーナーミュージック・ジャパン）
- 挿入歌 - 高橋優 BEST 2009-2015『笑う約束』より（unBORDE / ワーナーミュージック・ジャパン）
- 照明 - 金子拓矢
- 撮影 - 篠田忠史
- 音声 - 香川祥資
- 技術プロデューサー - 石井勝浩
- 編集 - 岸野由佳子
- 音響効果 - 樋本舞
- 美術進行 - 斎藤卓
- 美術プロデューサー - 森川一雄
- 料理担当 - 関根多津子、高橋理恵
- 編成 - 伊藤雅章（東海テレビ）
- 広報 - 田中資恵、服部明宏、山本章子（東海テレビ）
- 技術協力 - バスク
- 美術協力 - KHKアート
- スタジオ - TMC-1スタジオ
- 演出 - 金子与志一、島崎俊樹
- プロデューサー - 松本圭右（東海テレビ）、西麻美、原克子、竹内絵唱（松竹）
- 制作協力 - 松竹撮影所東京スタジオ
- 制作著作 - 松竹株式会社
- 制作 - 東海テレビ放送

| 東海テレビ制作 昼ドラ                  | 東海テレビ制作 昼ドラ                                         | 東海テレビ制作 昼ドラ                     |
| 前番組                                 | 番組名                                                        | 次番組                                    |
| -------------------------------------- | ------------------------------------------------------------- | ----------------------------------------- |
| プラチナエイジ (2015.3.30 - 2015.5.29) | 明日もきっと、おいしいご飯 〜銀のスプーン〜 (2015.6.1 - 7.31) | 癒し屋キリコの約束 (2015.8.3 - 2015.9.25) |